# Saathiya – Sehnsucht nach dir
Saathiya (Hindi, साथिया, Sāthiyā, übersetzt in etwa: Lebenspartner oder Seelenverwandte) ist ein indischer Bollywood-Film, der sowohl Romanze, wie auch Drama ist. Saathiya kam am 20. Dezember 2002 in die Kinos, Vivek Oberoi und Rani Mukerji spielen die Hauptrollen. Der Film ist Regisseur Shaad Alis Debüt und der Soundtrack wurde von A. R. Rahman komponiert. Saathiya ist eine Neuverfilmung des tamilischen Films namens Alaipayuthey (2000), bei dem Mani Ratnam Regie führte.
Saathiya handelt von dem Leben der beiden Hauptcharaktere nach der Hochzeit und erzählt von ihren Schwierigkeiten und Problemen, nachdem die Romantik dem Alltag gewichen ist. Die Geschichte wird in Retrospektive erzählt.
In Deutschland wurde der Film am 13. Mai 2006 unter dem deutschen Titel Sehnsucht nach dir in gekürzter Fassung als Free-TV-Premiere auf dem Fernsehsender RTL II ausgestrahlt.

## Handlung
Der Jurastudent Aditya stammt aus einer angesehen, reichen Familie. Er verliebt sich in die Medizinstudentin Suhani, deren Eltern trotz einfacher Verhältnisse ihr Studium finanzieren. Bei der ersten Begegnung sind die beiden nicht voneinander beeindruckt. Doch im Nachhinein ändert sich das, als Suhani aus Adityas Kopf nicht verschwinden will.
Deshalb macht er sich auf die Suche und findet sie. Nachdem er lange um ihre Gunst geworben hat, entschließt er sich, seine Heiratsabsichten offen auszusprechen.
Als Adityas Eltern um die Hand von Suhani anhalten wollen, kommt der soziale Unterschied zur Sprache, gegenseitige Kränkungen führen zum Streit und das Einverständnis für diese Verbindung wird von beiden Seiten verweigert. Die Liebenden können die festgefahrenen Fronten nicht fassen und treffen sich fortan heimlich. Ihre Liebe zueinander wollen sie trotzdem in einer Eheschließung festigen und beschließen, ihren Eltern erst zu einem späteren geeigneteren Zeitpunkt davon zu erzählen.
Suhanis ältere Schwester Dina bekommt einen Heiratsantrag, was ihre Eltern sehr zufriedenstellt. Doch der zukünftige Schwiegervater will gleichzeitig seinen jüngeren Sohn mit Suhani verheiraten, so muss sie schließlich gestehen, dass sie bereits einen Ehemann hat. Die brautwerbende Familie ist vor den Kopf gestoßen und nimmt ihr Angebot zurück; Suhanis Eltern sind von diesem Skandal so aufgebracht, dass sie ihre Tochter verstoßen. Auch Aditya will zuhause endlich die Wahrheit offenbaren, doch auch sein Vater ist vollkommen aufgebracht über diesen Ungehorsam und verweist ihn des Hauses. Das frisch vermählte Paar sucht sich nun ohne familiäre Unterstützung eine kleine Wohnung, die sie von Adityas geringem Gehalt aus seinem neu gegründeten Büro bezahlen.
Der Alltag holt das verliebte Paar schon bald ein, die vielen romantischen Aufmerksamkeiten müssen den gewohnheitsmäßigen Tätigkeiten und Pflichten weichen. Besonders Suhani sorgt sich, ob Aditya wirklich noch dieselben tiefen Gefühle für sie hegt oder ob der Bruch mit ihren Familien nicht etwa ein zu hoher Preis für ihre Liebe war. Als sie Aditya eines Tages auf der anderen Straßenseite beobachtet, wie er eine andere Frau umarmt, werden ihre Zweifel immer größer. Doch anstelle ihren Mann zur Rede zu stellen, wirft sie ihm fehlende Achtung vor und stellt ihre gesamte Ehe in Frage. Aditya hat somit gar keine Gelegenheit zu erklären, dass es ihre Schwester war, die er getroffen hatte, um den Kontakt zu dem einstigen Brautwerber wiederherzustellen.
Erst am nächsten Tag berichtet ihr Dina, dass sie sich verlobt hat und dies allein Adityas Verdienst ist. Überglücklich will Suhani sofort zu ihrem Mann eilen, um alle Missverständnisse auszuräumen, doch dabei wird sie von einem Auto angefahren. Bewusstlos wird sie ins Krankenhaus eingeliefert, wo ihre Identität erstmal nicht geklärt werden kann. Die Frau, die am Steuer des Unfallwagens saß, ist mit einem sehr einflussreichen Mann verheiratet, der seine Kontakte umgehend nutzt, damit die Geschichte nicht an die Öffentlichkeit gerät. Aditya, außer sich vor Sorge, wird erst spät nachts vom Polizeichef vom Verbleib seiner Frau informiert. Im Krankenhaus will er die Unfallschuldigen zur Rede stellen, doch letztendlich erlangt Suhani wieder das Bewusstsein und der Kummer ist vergessen.

## Musik
Die Filmmusik wurde von A. R. Rahman komponiert und die Liedtexte von Gulzar geschrieben. Da auch der tamilische Soundtrack von Alaipayuthey, der Vorlage dieser Neuverfilmung, aus Rahmans Feder stammt, bediente er sich der meisten Kompositionen. Nur zwei Lieder fügte er neu hinzu, Mere Yaar Mila De und Naina Milaike.
| Songtitel          | Sänger/in                                                               |
| ------------------ | ----------------------------------------------------------------------- |
| Saathiya           | Sonu Nigam, Dominique Cerejo, Clinton Cerejo                            |
| Chalka Chalka Re   | Richa Sharma, Mahalaxmi Iyer, Vaishali Samant, Shoma Banerjee           |
| Aye Udi Udi Udi    | Adnan Sami                                                              |
| Chupke Se          | Sadhana Sargam, Murtaza Khan, Qadir Khan, A. R. Rahman                  |
| O Humdum Soniyo Re | Kunal Ganjawala, A. R. Rahman, Krishnakumar Kunnath, Shaan, Pravin Mani |
| Mere Yaar Mila De  | A. R. Rahman                                                            |
| Naina Milaike      | Sadhana Sargam, Madhushree                                              |
| Mangalyam          | Shaan, A. R. Rahman, Kunal Ganjawala, Srinivas                          |
| Chori Pe Chori     | Asha Bhosle, Karthik, Blaaze                                            |

## Hintergrund
- Wenn Aditya Suhani zu seiner Familie einlädt hört man Aati Kya Khandala aus dem Film Ghulam in dem Rani Mukherji auch mitspielte.
- Im Film haben sowohl Shahrukh Khan, wie auch Tabu Gastauftritte.
- Tanuja, die im Film Rani Mukerjis Mutter spielt, ist in Wirklichkeit ihre Tante und die Mutter der Schauspielerin Kajol.

## Synchronisation
| Darsteller        | Rolle           | Synchronsprecher |
| ----------------- | --------------- | ---------------- |
| Vivek Oberoi      | Aditya Sehgal   | Matthias Hinze   |
| Rani Mukerji      | Suhani Sharma   | Tanja Geke       |
| Tanuja Mukherjee  | Shobhana Sharma | Regina Lemnitz   |
| Sandhya Mridul    | Dina Sharma     | Alexandra Wilcke |
| Kunal Kumar       | Bhaskar         | Tobias Kluckert  |
| Karl Katgara      | Homi            | Gerald Schaale   |
| Samantha Tremayne | Meera           | Ilona Brokowski  |
| Trishla Patel     | Nancy           | Silvia Mißbach   |
| Shahrukh Khan     | Yeshwant Rao    | Pascal Breuer    |

## Auszeichnungen
- Filmfare Awards 2003
  - Filmfare Award/Beste Musik
  - Filmfare Award/Bester Playbacksänger
  - Filmfare Award/Bester Liedtext
  - Filmfare Award/Kritikerpreis – Beste Darstellerin für Rani Mukerji
  - Filmfare Award/Bester Dialog
  - Filmfare Award/Bestes Drehbuch

## Kritiken
„Verhalten inszeniertes Bollywood-Melodram als Remake eines Films von Mani Ratnam („Alai Payuthey“, 2000), das nur schwer Tempo aufnimmt und sich über weite Strecken in der Beschreibung des Ehealltags ergeht. Weder inszenatorisch noch darstellerisch interessant, stellt sich trotz der üblichen Gesangs- und Tanzeinlagen gepflegte Langeweile ein.“

„Es ist ein wunderbar gefilmter, sehr rührender Liebesfilm, der da beginnt, wo andere Bollywood-Filme oft aufhören. Die Ehe wird hier nicht als Himmel auf Erden beschrieben, sondern als fragiles, aber letztendlich lohnendes Konstrukt, das viel Pflege gebraucht – und in dem es so manchen Streit gibt. Insofern ist Saathiya realistischer als die Bollywood-Hochglanzprodukte.“